# Восприятие глубины
Восприятие глубины, дифференциальное восприятие расстояния (от лат. differentia – разность, различие) — зрительная способность воспринимать действительность в её трёх измерениях, воспринимать расстояние до объекта.

## Свойства
Восприятие глубины основывается на признаках глубины. Признаки глубины подразделяются на монокулярные и бинокулярные признаки. Монокулярные признаки отображают глубину в двух измерениях и могут быть восприняты одним глазом.
К монокулярным признакам относятся:
- относительные размеры (объект больше, если он расположен ближе);
- градиент текстуры (более крупные зёрна текстуры и зёрна текстуры отстоят друг от друга дальше, если объект расположен ближе);
- взаимное расположение (объект расположенный ближе, частично перекрывает или затеняет объект расположенный дальше);
- линейная перспектива (воспринимаемые как параллельные, линии сходятся концами расположенными ближе к горизонту);
- атмосферная перспектива (дальше расположенные объекты более размытые, нечеткие) и пр.
- параллакс движения (при смещении зрительного анализатора наблюдателя (например, поворот головы или перемещение всего тела вместе с головой), проекция на сетчатку объектов, расположенных дальше от наблюдателя, смещается медленней, чем проекция ближе расположенных объектов.

К бинокулярным признакам относятся:
- бинокулярная конвергенция (при восприятии приближающихся предметов, сдвигаясь к центру — носу — мышцы глаз, контролирующие кривизну хрусталика, форму глазного яблока и угол схождения зрительных осей, испытывают напряжение, тогда как при восприятии отдаляющихся предметов, раздвигаясь, глаза расслабляются);
- нормальная бинокулярная диспаратность (при восприятии близких предметов наблюдается значительная диспаратность (различие), между тем что видит правый глаз и левый глаз, для отдаленных предметов диспаратность незначительна). При отрицательной бинокулярной диспаратности (достигается заменой нормальных проекционных точек воспринимаемого объекта на их зеркальную копию, например с помощью псевдоскопа) воспринимается иллюзия обратной перспективы, которая вводит наблюдателя в заблуждение относительно взаимного расположения объектов или даже способствует восприятию обратного рельефа объектов (выпуклое воспринимается вогнутым и наоборот).